# Lettische Badmintonmeisterschaft 1998
Die Lettische Badmintonmeisterschaft 1998 fand in Riga statt. Es war die 35. Auflage der nationalen Titelkämpfe von Lettland im Badminton.

## Titelträger
| Disziplin    | Sieger                        |
| ------------ | ----------------------------- |
| Herreneinzel | Eduards Loze                  |
| Dameneinzel  | Kristīne Šefere               |
| Herrendoppel | Eduards Loze Mārtiņš Kažemaks |
| Damendoppel  | Kristīne Tīruma Dace Šneidere |
| Mixed        | Eduards Loze Kristīne Šefere  |